# 遠藤胤寿
遠藤 胤寿（えんどう たねひさ）は、江戸時代中期の近江国三上藩の世嗣。通称は兵庫。

## 略歴
宝暦10年（1760年）、3代藩主・遠藤胤忠の次男として誕生。
安永9年（1780年）には徳川家治に拝謁した。しかし、父に先立って天明元年（1781年）10月19日に早世した。享年22。戒名は心開院素練。
代わって、小浜藩酒井家から胤相が養子に迎えられ、嫡子となった。